# Głowaczowate

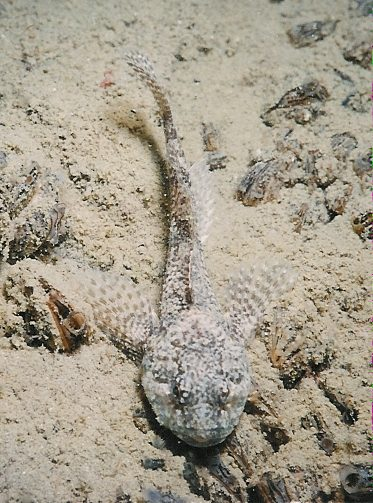
Głowacz białopłetwy (Cottus gobio)

Głowaczowate (Cottidae) – rodzina drapieżnych ryb skorpenokształtnych (Scorpaeniformes).

## Zasięg występowania
Głowaczowate są spotykane we wszystkich typach wód – słodkich, słonych i słonawych – półkuli północnej oraz w rejonie Nowej Zelandii. Preferują wody chłodne. W Polsce występuje głowacz białopłetwy, głowacz pręgopłetwy, kur diabeł, kur głowacz i kur rogacz.

## Opis
Ciało wydłużone, spłaszczone grzbietobrzusznie, maczugowate, pokryte łuskami, kolcami, płytkami kostnymi lub nagie. Duża głowa z szerokim otworem gębowym, duże oczy umiejscowione wysoko na głowie. Dwie płetwy grzbietowe czasami połączone. Płetwy brzuszne (z kolcem) położone pod piersiowymi. U dorosłych osobników brak pęcherza pławnego. Największy gatunek (Scorpaenichthys marmoratus) osiąga maksymalnie 99 cm. Początkowo występowały w wodach morskich, niektóre gatunki przystosowały się do życia w wodach słodkich.

## Klasyfikacja
Rodzaje zaliczane do tej rodziny:
Alcichthys – Andriashevicottus – Antipodocottus – Archistes – Argyrocottus – Artediellichthys – Artediellina – Artedielloides – Artediellus – Artedius – 
Ascelichthys – Asemichthys – Astrocottus – Atopocottus – Bero – Bolinia – 
Chitonotus – Clinocottus – Cottiusculus – Cottocomephorus – Cottus – Daruma – Enophrys – Furcina – Gymnocanthus – Hemilepidotus – Icelinus – Icelus – Jordania – Leiocottus – Lepidobero – Leptocottus – Megalocottus – 
Mesocottus – Micrenophrys – Microcottus – Myoxocephalus – Ocynectes – Oligocottus – Orthonopias – Paricelinus – Phallocottus – Phasmatocottus – Porocottus – Pseudoblennius – Radulinopsis – Radulinus – Rastrinus – Ricuzenius – Ruscarius – Scorpaenichthys – Sigmistes – Stelgistrum – Stlengis – Synchirus – Taurocottus – Taurulus – Thyriscus – Trachidermus – 
Trichocottus – Triglops – Vellitor – Zesticelus